# フェイント
フェイント (英語: feint) は、球技・格闘技などで相手を惑わせるためにする動作である。また、陽動や牽制（けんせい）つまり引きつけるなどの意味がある。競技においてフェイク (英語: fake) とほぼ同義であり、「特定動作をするふりをする」と一般的には解釈されている。

## 語源
もともとは「形成する、こねる」などを意味するインドヨーロッパ祖語の語根「*dʰeyǵʰ- 」から派生し、さらにラテン語fingere（形成する）や古代フランス語feindre（見せかける、ふりをする）から転じて、フランス語feinte（見せかけ、牽制運動）となった。これはfeindreの過去分詞で名詞の形である。feinteは英語の語彙にfeintとして取り入れられた。同系語にはfeignがある。

## 球技でのフェイント

### バスケットボール
バスケットボールに於けるフェイクの代表的なものに、シューティングモーションに移るかのように体を上下させる「ポンプ・フェイク」や「アップ・アンド・アンダー」、ドリブルを素早く左右に切り返す「クロスオーバー・ドリブル」、体を急回転させ、背後へ動く「ターン・アラウンド」、ゴールへ向かうと見せて、急に戻る「Vカット」などがある。
自分がボールを持っている際にある方向へパスを出すふりをし、つられて相手が動いた際に違う方向へパスを出したり、タイミングをずらしてパスを出したり、パスを出さずにドリブルで相手を抜いたりすることにより、相手の守備を破ることができる。

### バレーボール
バレーボールのフェイントは「スパイクを打つと見せかけて弱く返す事」の事である。スパイクに合わせたブロックを回避するのが主たる目的である。
フェイントという用語は一般的な意味では使われないため。他の競技でフェイントとされる物には別の名称が付いている。例えば、時間差を利用したフェイントなどは時間差攻撃などである。

### 野球
ボークは野球で投球動作を途中で止めるなどの行為をすること。他の競技ではフェイントとして許される動作が禁止されている。

## 目線の利用
ある行為の際に、通常向けられると予測される目線と異なる目線を使用することで、相手をだます方法。例えば、パスを出す時はパスの受け手の位置を確認する必要があるため、目線をそちらに合わせる必要がある。受け手の方は、その目線をヒントにパスが出される方向を予測し、パスカットなどの動作準備を行うが、その虚をつくため、行為の成功率が高くなる。サッカーやバスケットボールでは、ノールックパスがよく使用される。
格闘技でも、目線を下げてローキックを放つとみせかけてハイキックを放つといった方法で使用される。
カーレースなどモータースポーツでは、前方の相手を後方から追い抜かす際に同レベルの競技者同士だと追い抜きが成功しづらいため、順位を上げる技術として一度右側から追い抜くよう動き相手のバックミラーに自分の姿を見せて意識させておき、次の瞬間に逆側に動き相手が動いたブロックラインの反対から進入し追い抜きを成功させるテクニックをフェイントと称することがある。これを行うには直線でのスリップストリームのテクニックが併せて必要である。